# Resolutie 2092 Veiligheidsraad Verenigde Naties
Resolutie 2092 van de Veiligheidsraad van de Verenigde Naties werd op 22 februari 2013 door de VN-Veiligheidsraad aangenomen met unanimiteit van stemmen. De resolutie verlengde het VN-kantoor in Guinee-Bissau met drie maanden.

## Achtergrond
Guinee-Bissau werd in 1973 onafhankelijk van Portugal en kende in 1994 voor het eerst verkiezingen. In 1998 kwam het leger echter in opstand, werd de president afgezet en ontstond de Guinee-Bissause burgeroorlog. Uiteindelijk werden pas eind 1999 nieuwe presidentsverkiezingen gehouden. In 2003 werd hij na een chaotische regeerperiode door het leger afgezet. In 2004 leidde muiterij in het leger tot onrust in het land. Nieuwe presidentsverkiezingen in 2005 brachten de in 1998 afgezette president opnieuw aan de macht. In 2009 werd hij vermoord door soldaten en volgden wederom presidentsverkiezingen. In 2010 was er onrust binnen het leger en in 2011 een couppoging tegen de nieuwe president. Die lag op dat moment met een slechte gezondheid in een Frans ziekenhuis en stierf daar in 2012. Er werden wederom verkiezingen uitgeschreven waarvoor vreedzaam campagne werd gevoerd. In april 2012 pleegde een deel van het leger echter een staatsgreep en werd onder meer de interim-president vastgezet. De verkiezingen werden vervolgens afgelast en er werd een militair bewind gevestigd.

## Inhoud

### Waarnemingen
Sinds de staatsgreep in april 2012 was de drugshandel in Guinee-Bissau toegenomen. De strijd hiertegen, en tegen georganiseerde misdaad en mensenhandel, en het herstel van de grondwettelijke orde en de hervorming van leger, politie en justitie waren belangrijk om het land stabiel te krijgen.

### Handelingen
Het mandaat van UNIOGBIS, het VN-kantoor in Guinee-Bissau, werd tot 31 mei 2013 verlengd. De secretaris-generaal moest tegen dan aanbevelingen doen inzake het mandaat en mogelijke hervormingen van de missie (gezien de gewijzigde situatie na de staatsgreep). Het kantoor moest intussen verder werk maken van dialoog tussen de politieke partijen in Guinee-Bissau, wat tot herstel van de grondwettelijke orde en vrij verkiezingen moest leiden. De Raad herhaalde ook dat het leger zich moest onderwerpen aan civiele controle.

## Verwante resoluties
- Resolutie 2030 Veiligheidsraad Verenigde Naties (2011)
- Resolutie 2048 Veiligheidsraad Verenigde Naties (2012)
- Resolutie 2103 Veiligheidsraad Verenigde Naties (2013)
- Resolutie 2157 Veiligheidsraad Verenigde Naties (2014)

Lijst ·  2086 ·  2087 ·  2088 ·  2089 ·  2090 ·  2091 ·  2092 ·  2093 ·  2094 ·  2095 ·  2096 ·  2097 ·  2098 ·  2099 ·  2100 ·  2101 ·  2102 ·  2103 ·  2104 ·  2105 ·  2106 ·  2107 ·  2108 ·  2109 ·  2110 ·  2111 ·  2112 ·  2113 ·  2114 ·  2115 ·  2116 ·  2117 ·  2118 ·  2119 ·  2120 ·  2121 ·  2122 ·  2123 ·  2124 ·  2125 ·  2126 ·  2127 ·  2128 ·  2129 ·  2130 ·  2131 ·  2132